# Dãy núi Makhonjwa
Dãy núi Makhonjwa còn được gọi là Barberton Greenstone Belt hay Barberton Mountain Land là một dãy núi thấp và nhỏ có diện tích 120 nhân 60 kilômét (75 nhân 37 mi), trong đó 80% nằm tại tỉnh Mpumalanga, Nam Phi. Phần còn lại nằm tại quốc gia láng giềng Swaziland. Năm 2018, khu vực tự nhiên của dãy núi đã được UNESCO công nhận là Di sản thế giới.

## Địa lý
Khu vực này có độ cao từ 600 đến 1.800 mét (2.000 đến 5.900 ft) so với mực nước biển. Nó có một số ngọn đồi đá, với đồng cỏ núi cao và thung lũng rừng. Khu vực nằm tại trung tâm của chủ nghĩa đặc hữu Barberton. Lượng mưa trung bình hàng năm là 600–1.150 mm (24–45 inch), với mùa hè ẩm ướt và mùa đông khô ráo.

## Địa chất
Dãy núi nằm tại rìa phía đông của Kaapvaal Craton. Nó được biết đến nhiều với việc có chứa một số loại đá lộ thiên lâu đời nhất trên Trái đất, ước tính có từ 3,2 đến 3,6 tỷ năm (Ga), có niên đại từ Đại Cổ Thái Cổ. Độ tuổi rất lâu của dãy núi cùng với việc nó là nơi bảo tồn đặc biệt là dấu hiệu lâu đời không thể tranh cãi trên Trái đất và cung cấp cái nhìn sâu sắc về môi trường tiền Cambri mà cuộc sống này đang phát triển. Điều này đã dẫn đến việc nơi đây được gọi là "Nguồn gốc của sự sống".
Dãy núi được biết đến với vàng và Komatiite là một loại đá biến chất của đá mácma được đặt theo tên của sông Komati chảy qua Makhonjwa. Vào tháng 4 năm 2014, các nhà khoa học đã báo cáo về việc tìm ra bằng chứng của sự kiện va chạm thiên thạch trên mặt đất lớn nhất cho đến nay gần khu vực này. Họ ước tính va chạm xảy ra khoảng 3,26 tỷ năm trước với ước tính va chạm có chiều rộng và dài là 37 và 58 km (23-36 dặm). Miệng núi lửa hình thành từ sự kiện này và có thể nó vẫn còn tồn tại, nhưng đến nay nó vẫn chưa được tìm thấy.

## Lịch sử
Swazis và các dân tộc mục vụ khác có lẽ đã chăn thả gia súc của họ ở trên dãy núi này, nhưng với số lượng không lớn, cho đến khi những người định cư châu Âu đến đây vào những năm 1860. Vàng được phát hiện gần thị trấn Kaapsehoop năm 1875, nhưng nó được tìm thấy bởi George Barber và những người anh em họ của ông là Fred và Harry Barber đã tạo ra một làn sóng của những cuộc chạy đua tìm vàng vào năm 1884, thị trấn Barberton ra đời từ đó. Sau đó nó bị lu mờ bởi cơn sốt vàng Witwatersrand năm 1886.
Về mặt kinh tế, khai thác vàng đang giảm, và các hoạt động kinh tế chính hiện nay là khai thác gỗ và chăn thả gia súc. Các đồn điền là nơi trồng thông và bạch đàn.